# Симон Воломский
Симон Воломский (в миру Симеон Михайлов; 18 сентября 1585 — 12 июля 1641) — святой Русской церкви, почитается в лике преподобных. Основатель и игумен  Симоно-Воломской Крестовоздвиженской пустыни в Вологодской области. Принадлежит к сонму местночтимых Вологодских святых.

## Жизнеописание
Симеон Михайлов родился вблизи Волоколамска, в вотчине Иосифо-Волоколамского монастыря. В Смутное время его семья осталась без средств к существованию. Святой переселился в Москву, выучился портному мастерству, а потом перебрался в Великий Устюг. Позднее святой жил в Соловецком монастыре и Черногорском Макариевом Пинежском монастыре, где в 1609 г.  принял монашеский постриг с именем Симон. Игумен Черногорского монастыря Макарий благословил Симона на пустынное жительство. В поисках места для пустыни святой побывал в Новгороде, Ладоге, Кореле, Москве, Вологде и Великом Устюге. В 65 км к юго-западу от Великого Устюга, в Воломских лесах на реке Кичменге 26 июля 1613 г. Симон поставил келью, вокруг которой позднее вырос Крестовоздвиженский монастырь.

## Мученическая кончина

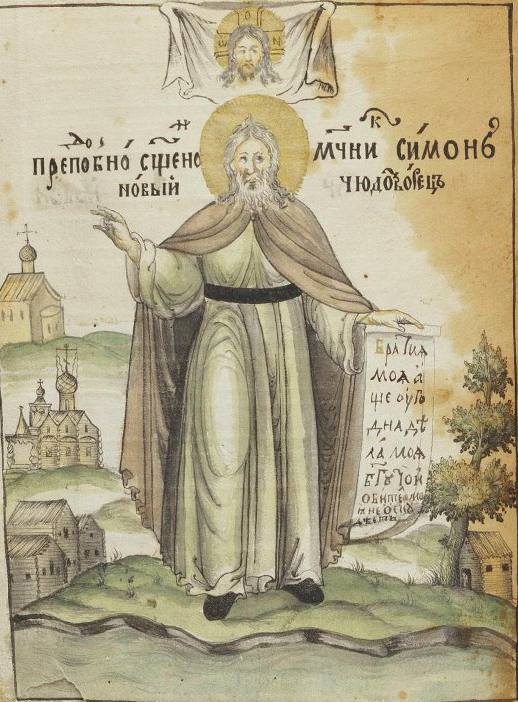
Портрет Симона из жития сер. XVII в.

Через пять лет после основания пустыни к Симону начала собираться братия. Появление монастыря вызвало раздражение у местных жителей, которые претендовали на эти земли. Они попытались изгнать монахов, однако Симон получил от царя Михаила Фёдоровича жалованную грамоту на земли в радиусе 10 вёрст от обители. Это не прекратило конфликта. Крестьяне сожгли монастырскую церковь. Позднее они предприняли попытку отобрать у святого царскую грамоту. Преподобного Симона пытали, а потом обезглавили: «много мучиша, наругающеся ему и ножи разбодоша св. тело его и наконец отсекоша честную главу его и повергоша тело близ его кельи».
Память преподобного Симона чтится 12 июля по юлианскому календарю, в день его смерти.